# Rozhodnutí 2
Rozhodnutí 2 nebo také Allen je druhá epizoda první řady amerického seriálu Prison Break, která ve Spojených státech debutovala, stejně jako epizoda pilotní, 29. srpna 2005. Režisérem byl Michael Watkins a scénář napsal Paul Scheuring, který vytvořil seriál. 
Svůj debut v seriálu si zde odehráli Robert Knepper jako Theodore Bagwell, Patricia Wettig jako viceprezidentka Caroline Reynolds a Kurt Caceres v roli Sucreho bratrance Hectora Avily.

## Průběh
Epizoda začíná na dvoře, kde spolu hrají Michael Scofield a Charles Westmoreland dámu. Zatímco Scofield poví Westmorelandovi, že má v plánu utéci, starý dobrák mu říká, že se schyluje k rasové válce mezi bílými a černými (což by mohl být pro Michaela problém, jelikož si u Afroameričana C-Nota objednal PUGNAC). Před bojem se k akci uchylují také dozorci, kteří jdou prohledat cely vězňů, jestli se v nich nenachází pašované zboží. Fernando Sucre má v cele trávu a nůž, se kterým ho přistihuje hlavní dozorce Brad Bellick. S ním naštěstí jde také ředitel věznice Henry Pope, který chápe, že zbraň patří Sucremu a přemisťuje ho na samotku.
Lincoln Burrows se snaží svému bratrovi celý plán rozmluvit, ale Michael to zabalit nechce. V plánu je dostávat se z cely pomocí záchodu, který dokáže pomocí specifického inbusového šroubu odšroubovat od stěny a pak dírou vylézt do potrubí a přilehlých chodbiček. Šroub nakonec nachází na lavičce, která ale „patří“ T-Bagovi, který sedí za znásilnění a vraždu několika dětí v Alabamě. T-Bag nabízí Scofieldovi svou kapsu, za kterou když se bude držet, tak mu pomůže a ochrání ho při rasové válce. Michael ale jeho úchylné služby odmítá a odchází, zatímco šroub je jen z poloviny odšroubovaný. 
Veronica Donovan zatím nachází Toma Gilese, který obhajoval Lincolna, ale vidí případ jako uzavřený. Michael se zatím snaží urychlit záležitost se C-Notem, který ale chce vědět, co je tak důležitého v ordinaci, že potřebuje PUGNAC. Michael ho prozatím odbyje tím, že mu možná za PUGNAC své tajemství svěří. Pak jde zpět na T-Bagovu lavičku, kde se mu konečně podařilo odšroubovat ten šroub, který tak potřebuje. T-Bag ale přichází těsně před Scofieldovým odchodem, čímž se šroub dostává do jeho moci, zatímco si myslí, že Michael ho chtěl použít jako zbraň pro nadcházející rasovou válku. 
Podezření dostává hlavní dozorce Bellick, který při prohlídce Scofieldovy cely nachází papírek se jmény Schweitzer Allen a číslem. Zatímco Schweitzer je jméno instalatéra záchodů ve věznici, Allen je výrobce inbusových šroubů a číslo označuje ten specifický šroub. Michael zatím řeší problém s Johnem Abruzzim, který chce vydat Fibonacciho. Scofield mu ho chce dát až po útěku, ale mafiánský boss Philly Falzone ho chce hned a Abruzzimu vyhrožuje zabitím jeho dětí. Sucre potřebuje zavolat své Maricruz, které volá každé pondělí, ale dozorci ho ze samotky k telefonu nepustí.
Bellick zatím přichází k jednomu z úředníků, který mu prohledá počítač heslem Allen Schweitzer, ale dozorce pouze zjišťuje, že Schweitzer není žádný vězeň. Příprava na válku zatím připravuje, když se všude šíří ruční zbraně. Scofield jde prohledat T-Bagovu celu, ale když ho pedofil přistihne, musí mu říct, že se chce připojit a že potřebuje zbraň. Inbusový šroub ale nedostane, místo toho spatří konverzaci C-Note, který je na pochybech, jestli může Michaelovi dát PUGNAC. Tom Giles se zatím zastavuje u Veronicy, které dává videokazetu se záznamem vraždy Terrence Steadmana. Veronica ji zhlédne a připadá ji jasné, že Burrows prostě vlivného muže zastřelil.
Zatímco válka se blíží, Bellick se jde zeptat na Allena Schweitzera Scofielda osobně. Ten ale popře, že by někoho takového znal. O pár okamžiků později se s Michaelem sejde C-Note, který se tváří, jako by mu chtěl dát PUGNAC. Byla to však pouze léčka, když na Michaela skočili dva C-Notovi pomocníci, kteří mu důrazně vysvětlili, že jejich šéf neobchoduje s nikým, kdo se kamarádí s lidmi jako T-Bag, kterého C-Note přirovnává k Hitlerovi. Lincolna navštěvuje Veronica, která mu říká, že je o jeho vině přesvědčena, jelikož viděla videokazetu a Licoln byl jediným člověkem, který měl motiv k vraždě. Také se ho snaží přesvědčit, aby stáhl z bojiště Michaela. Lincoln zase vysvětluje, že tam pouze přišel s pistolí, ale nikdy nestiskl spoušť, muž v autě už byl totiž mrtvý. Udělal to prý protože to dlužil Crabu Simmonsovi.
Válka se dále přibližuje a Sucreho problém začíná být velký. Sice o tom neví, ale jeho snoubenka Maricruz je na večírku s jeho bratrancem Hectorem. Toma Gilese zastavují agenti Paul Kellerman a Danny Hale, kteří po něm chtějí vědět, kdo chtěl vidět videokazetu. Veronica zatím navštěvuje rezidenci Craba Simmonse, kde ale potká pouze jeho matku, která mu řekne, že je mrtvý. Ve věznici se už ale schýlilo k válce, kterou odstartuje vězeň Ballard. Michael má celu v prvním patře a ačkoli se nechce zapojit, jeden z vězňů ho přehodí přes zábradlí do přízemí. Pak ho napadne T-Bagův hoch, který k tomu použije právě inbusový klíč, který Michael potřebuje. Michael ale útoku odolá a dokonce se zmocní zbraně. Nakonec ho ale zachrání jeden Afroameričan, který vězně zabije nožem. Michael je otřesený a odebírá se do své cely, kde, ačkoli je v bezpečí, stále vyděšeně dává pozor na dění kolem sebe. Situaci mu navíc vůbec neulehčuje T-Bag, který zezdola křičí, ohromený ztrátou druha, že Scofield je mrtvý muž.
Ředitel Henry Pope po válce zařídí dvoudenní omezení pohybu vězňů, které se bude v dalších případech stupňovat na týden, měsíc, atd. Veronice se ozve Leticia Barris, která ji spatřila při rozhovoru s paní Simmonsovou a která s Crabem Simmonsem chodila. Kvůli strachu z tajných agentů se ale chce sejít někde na veřejném místě, kde je hodně lidí a kde si agenti nic nedovolí. Agenti vážně jsou na místě, ale k ničemu se nedováží. Oficiálním důvodem smrti Craba Simmonse bylo předávkování, které ale Leticia vyvrátila, jelikož Crab nemohl brát drogy kvůli slabému srdci. Agenti pak zavolají viceprezidentce Caroline Reynolds do Montany, které říkají o svých potížích s právničkou. Viceprezidentka je ale nabádá k odstranění Veronicy, což by podle ní neměl být těžký úkol. 
Na první hodinu odpolední má Michael schůzku v ordinaci doktorky Tancredi, která mu má otestovat, jestli trpí cukrovkou nebo ne. Scofield jen těsně před odchodem ze dvora dostává od C-Nota vysněný PUGNAC, který mu nejspíš pomůže, ale je tu problém s časem. Test nakonec trvá jen pár sekund a PUGNAC svou práci zvládl dobře a rychle. Když ale Michael odchází z ordinace, převezme si ho dozorce Bellick, který ho odvede k Abruzzimu. Ten chce ihned informaci o Fibonaccim, kterou mu ale Michael stále nechce dát a tak přichází o malíček na levé noze, který mu kleštěmi odstraní jeden z Abruzziho tvrdých hochů.